# Attalea
Attalea is een geslacht uit de palmenfamilie (Arecaceae). De soorten komen voor in Mexico, het Caraïbisch gebied, Centraal-Amerika en in Zuid-Amerika. 
De voedselrijke zaden van de acuripalm (Attalea phalerata) zijn een belangrijke voedselbron voor fauna in het moerasgebied Pantanal  zoals de halsbandpekari en de hyacinthara.

## Soorten
- Attalea allenii H.E.Moore
- Attalea amygdalina Kunth in F.W.H.von Humboldt, A.J.A.Bonpland & C.S.Kunth
- Attalea amylacea (Barb.Rodr.) Zona
- Attalea anisitsiana (Barb.Rodr.) Zona
- Attalea apoda Burret
- Attalea attaleoides (Barb.Rodr.) Wess.Boer
- Attalea barreirensis Glassman
- Attalea bassleriana (Burret) Zona
- Attalea blepharopus Mart. in A.D.d'Orbigny
- Attalea brasiliensis Glassman
- Attalea brejinhoensis (Glassman) Zona
- Attalea butyracea (Mutis ex L.f.) Wess.Boer
- Attalea camopiensis (Glassman) Zona
- Attalea cephalotus Poepp. ex Mart. in A.D.d'Orbigny,
- Attalea cohune Mart. in A.D.d'Orbigny
- Attalea colenda (O.F.Cook) Balslev & A.J.Hend.
- Attalea compta Mart.
- Attalea crassispatha (Mart.) Burret
- Attalea cuatrecasana (Dugand) A.J.Hend., Galeano & R.Bernal
- Attalea dahlgreniana (Bondar) Wess.Boer
- Attalea degranvillei (Glassman) Zona, Palms
- Attalea dubia (Mart.) Burret
- Attalea eichleri (Drude) A.J.Hend.
- Attalea exigua Drude in C.F.P.von Martius & auct. suc.
- Attalea fairchildensis (Glassman) Zona
- Attalea funifera Mart.
- Attalea geraensis Barb.Rodr.
- Attalea guacuyule (Liebm. ex Mart.) Zona
- Attalea guianensis (Glassman) Zona
- Attalea hoehnei Burret,
- Attalea huebneri (Burret) Zona
- Attalea humilis Mart. ex Spreng.
- Attalea iguadummat de Nevers
- Attalea insignis (Mart.) Drude in H.G.A.Engler & K.A.E.Prantl
- Attalea kewensis (Hook.f.) Zona
- Attalea lauromuelleriana (Barb.Rodr.) Zona
- Attalea leandroana (Barb.Rodr.) Zona
- Attalea luetzelburgii (Burret) Wess.Boer
- Attalea macrocarpa (H.Karst.) Linden
- Attalea macrolepis (Burret) Wess.Boer
- Attalea magdalenica (Dugand) Zona
- Attalea maracaibensis Mart. in A.D.d'Orbigny
- Attalea maripa (Aubl.) Mart. in A.D.d'Orbigny
- Attalea maripensis (Glassman) Zona
- Attalea microcarpa Mart. in A.D.d'Orbigny
- Attalea moorei (Glassman) Zona
- Attalea nucifera H.Karst.
- Attalea oleifera Barb.Rodr.
- Attalea osmantha (Barb.Rodr.) Wess.Boer
- Attalea peruviana Zona
- Attalea phalerata Mart. ex Spreng.
- Attalea pindobassu Bondar
- Attalea plowmanii (Glassman) Zona
- Attalea princeps Mart. in A.D.d'Orbigny
- Attalea racemosa Spruce
- Attalea rhynchocarpa Burret
- Attalea rostrata Oerst.
- Attalea salazarii (Glassman) Zona
- Attalea salvadorensis Glassman
- Attalea seabrensis Glassman
- Attalea septuagenata Dugand
- Attalea speciosa Mart.
- Attalea spectabilis Mart.
- Attalea tessmannii Burret
- Attalea vitrivir Zona
- Attalea weberbaueri (Burret) Zona
- Attalea wesselsboeri (Glassman) Zona

... · 
Acanthophoenix · 
Acoelorrhaphe · 
Acrocomia · 
Actinokentia · 
Actinorhytis · 
Adonidia · 
Aiphanes · 
Allagoptera · 
Alloschmidia · 
Ammandra · 
Aphandra · 
Archontophoenix · 
Areca · 
Arenga · 
Asterogyne · 
Astrocaryum · 
Attalea · 
Balaka · 
Bactris · 
Barcella · 
Basselinia · 
Beccariophoenix · 
Bentinckia · 
Bismarckia · 
Borassodendron · 
Borassus · 
Brahea · 
Brassiophoenix · 
Brongniartikentia · 
Burretiokentia · 
Butia · 
Calamus · 
Calospatha · 
Calyptrocalyx · 
Calyptrogyne · 
Calyptronoma · 
Campecarpus · 
Carpentaria · 
Carpoxylon · 
Caryota · 
Ceratolobus · 
Ceroxylon · 
Chamaedorea · 
Chamaerops · 
Chambeyronia · 
Chelyocarpus · 
Chuniophoenix · 
Clinosperma · 
Clinostigma · 
Coccothrinax · 
Cocos · 
Colpothrinax · 
Copernicia · 
Corypha · 
Cryosophila · 
Cyphokentia · 
Cyphophoenix · 
Cyphosperma · 
Cyrtostachys · 
Daemonorops · 
Deckenia · 
Desmoncus · 
Dictyocaryum · 
Dictyosperma · 
Dransfieldia · 
Drymophloeus · 
Dypsis · 
Elaeis · 
Eleiodoxa · 
Eremospatha · 
Eugeissona · 
Euterpe · 
Euterpe · 
Gaussia · 
Guihaia · 
Hedyscepe · 
Hemithrinax · 
Heterospathe · 
Howea · 
Hydriastele · 
Hyophorbe · 
Hyospathe · 
Hyphaene · 
Iguanura · 
Iriartella · 
Itaya · 
Johannesteijsmannia · 
Juania · 
Jubaea · 
Jubaeopsis · 
Kentiopsis · 
Livistona · 
Lodoicea · 
Mauritia · 
Medemia · 
Metroxylon · 
Nannorrhops · 
Nypa · 
Phoenix · 
Raphia · 
Ravenea · 
Rhapis · 
Rhopalostylis · 
Roystonea · 
Sabal · 
Salacca · 
Serenoa · 
Syagrus · 
Tahina · 
Trachycarpus · 
Trithrinax · 
Washingtonia · 
Wodyetia · 
...